# Sportåret 1929

## Händelser

### Bandy
- 24 februari - IK Göta från Stockholm vinner svenska mästerskapsfinalen mot Västerås SK med 5-1 (1-1) inför 5 787 åskådare på Stockholms stadion.[1][2]

### Baseboll
- 14 oktober - American League-mästarna Philadelphia Athletics vinner World Series med 4-1 i matcher över National League-mästarna Chicago Cubs.[3]

### Cykelsport
- George Ronsse, Belgien vinner landsvägsloppet vid VM.
- Maurice de Waele, Belgien vinner Tour de France
- Alfredo Binda, Italien vinner Giro d'Italia för fjärde gången.

### Fotboll
- 27 april - Bolton Wanderers FC vinner FA-cupfinalen mot Portsmouth FC med 2-0 på Wembley Stadium.[4]
- 15 maj - För första gången förlorar England med proffs då Spanien vinner med 4-3 i Madrid.[5]
- 18 maj - FIFA beslutar att från 1930 arrangera Världsmästerskapet i fotboll.
- 23 juni - Norge slår Danmark med 5-2 i Danmarks huvudstad Köpenhamn och tar därmed Norges första bortaseger mot Danmark i fotboll.[6][7]

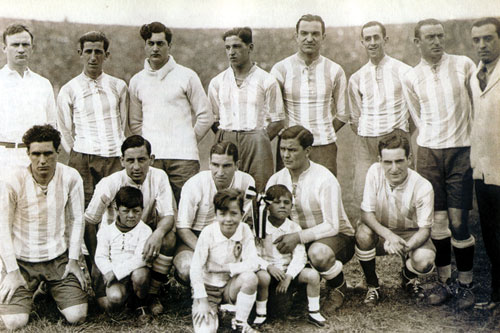
Argentinas lag i sydamerikanska mästerskapet

- 17 november – Argentina vinner sydamerikanska mästerskapet i Buenos Aires före Paraguay och Uruguay.[8]
- Okänt datum – RCD Espanyol de Barcelona vinner Copa del Rey.
- Okänt datum – Kilmarnock FC vinner skotska cupen.

#### Ligasegrare / resp lands mästare
- 2 juni - Helsingborgs IF vinner säsongen 1928/1929 Allsvenskan för första gången.
- Okänt datum – B 93 blir danska mästare
- Okänt datum – Sheffield Wednesday FC vinner engelska ligans förstadivision.
- Okänt datum – Rangers FC vinner skotska ligan.
- Okänt datum – PSV Eindhoven blir nederländska mästare.
- Okänt datum – Royal Antwerp FC blir belgiska mästare.
- Okänt datum – SpVgg Greuther Fürth blir tyska mästare.
- Okänt datum – Bologna FC blir italienska mästare.
- Okänt datum – FC Barcelona blir spanska mästare.

### Friidrott
- 31 december - Heitor Blasi vinner Sylvesterloppet i São Paulo.[9]
- John C. Miles, Kanada vinner Boston Marathon.[10]

### Golf

#### Herrar
- Ryder Cup: Storbritannien besegrar USA med 7 - 5.

##### Majorstävlingar
- US Open - Bobby Jones, USA
- British Open - Walter Hagen, USA
- PGA Championship - Leo Diegel, USA

### Ishockey
- 20 januari - Finlands Ishockeyförbund bildas av 17 klubbar.[11]
- 3 februari - Tjeckoslovakien vinner Europamästerskapet i Budapest i Ungern före Polen och Österrike.[12]
- 6 mars - IK Göta blir svenska mästare efter en finalvinst över Södertälje SK med 2-1.[13]
- 29 mars - Boston Bruins vinner Stanley Cup efter att i finalspelet besegrat New York Rangers med 3–0 i matcher.

### Konståkning

#### VM
- Herrar: Gillis Grafström, Sverige
- Damer: Sonia Henie, Norge
- Paråkning: Lilly Scholz & Otto Kaiser, Österrike

#### EM
- Herrar: Karl Schäfer, Österrike

### Motorsport
- Britten William Grover-Williams vinner det första Monacos Grand Prix.
- Britterna Woolf Barnato och Tim Birkin vinner Le Mans 24-timmars med en Bentley 6½ Litre.

### Skidor, nordiska grenar
- 3 mars - Johan Abram Persson, Arjeplogs SK vinner Vasaloppet.[14]

#### SM
- 20 km ingen tävling
- 30 km vinns av Ivan Lindgren, Lycksele IF. Lagtävlingen vinns av Lycksele IF.
- 50 km vinns av Per-Erik Hedlund, Särna SK.  Lagtävlingen vinns av Vindelns IF
- Backhoppning vinns av Sven-Olof Lundgren, IF Friska Viljor. Lagtävlingen vinns av IF Friska Viljor.
- Nordisk kombination vinns av Otto Hultberg,  Bodens BK. Lagtävlingen vinns av IF Friska Viljor.

### Tennis

#### Herrar
- 28 juli - Frankrike vinner International Lawn Tennis Challenge genom att finalbesegra USA med 3-2 i Paris.[15]

##### Tennisens Grand Slam
- Australiska öppna - John Colin Gregory, Storbritannien
- Wimbledon - Henri Cochet, Frankrike
- US Open - Bill Tilden, USA

#### Damer

##### Tennisens Grand Slam
- Australiska öppna - Daphne Akhurst, Australien
- Wimbledon – Helen Wills Moody, USA.
- US Open - Helen Wills Moody, USA

### Travsport
- Travderbyt körs på Jägersro travbana i Malmö. Segrare blir det danska stoet Karina S (DK) e. Dreamer Boy (US) – Bella S (DK) e. Figaro (AT). Kilometertid:1.41,6 Körsven: Sophus Sørensen, Danmark
- Travkriteriet körs på Jägersro travbana i Malmö. Segrare blir det svenska stoet  Ruter Dam (SE) e. Bingen W (SE) – Kentia (SU) e. Billy Burk (US) (SU=Sovjetunionen)

## Rekord

### Friidrott
- 9 mars – Eric Krenz, USA, förbättrar världsrekordet i diskus till 49,90 m
- 9 juni – Tilly Fleischer, Tyskland förbättrar världsrekordet i kula damer till 12,40 m
- 30 juni – Den tyska klubben Eintracht Frankfurt (med Tilly Fleischer, Detta Lorenz, Emmy Haux och Charlotte Köhler) förbättrar[16] världsrekordet på 4 x 100 m med tiden 49,0 sek.
- 21 juli – Grete Heublein, Tyskland förbättrar världsrekordet i kula damer till 12,85 m
- 21 juli – Den tyska klubben TSV 1860 München (med Rosa Kellner, Luise Holzer, Agathe Karrer och Lisa Gelius) tangerar[16] världsrekordet på 4 x 100 m med tiden 49,0 sek.
- 11 augusti – Elisabeth Schumann, Tyskland förbättrar världsrekordet i spjut, damer till 38,59 m
- 18 augusti – Carolina Gisolf, Nederländerna förbättrar världsrekordet i höjdhopp damer  till 1,61 m
- 25 augusti – Eric Wennström, Sverige, förbättrar världsrekordet på 110 m häck till 14,4 sek
- 8 september – Elisabeth Schumann, Tyskland förbättrar världsrekordet i spjut, damer till 38,87 m

## Evenemang
- VM i cykel anordnas i Zürich, Schweiz.
- VM i konståkning för herrar anordnas i London, Storbritannien.
- VM i konståkning för damer anordnas i Budapest, Ungern.
- VM i konståkning i paråkning anordnas i Budapest, Ungern.
- EM i ishockey anordnas i Budapest, Ungern.
- EM i konståkning för herrar anordnas i Davos, Schweiz.

## Födda
- 6 februari - Sixten Jernberg, svensk längdåkare.
- 27 februari - Djalma Santos, brasiliansk fotbollsspelare.
- 2 juni - Ken McGregor, australisk tennisspelare.
- 16 augusti - Helmut Rahn, tysk fotbollsspelare, anfallare.
- 23 augusti - Peter Thomson, australisk golfspelare.
- 10 september - Arnold Palmer, amerikansk golfspelare.
- 21 september - Sándor Kocsis, ungersk fotbollsspelare
- 5 november - Lennart Johansson, svensk fotbollsledare – Uefa, Fifa
- 19 november - Jack Kelsey, walesisk fotbollsspelare.
- 24 december - Lennart "Nacka" Skoglund, svensk fotbollsspelare.

## Avlidna
- 24 januari - Wilfred Baddeley, brittisk tennisspelare.

## Bildade föreningar och klubbar
- IF Warta, idrottsförening i Göteborg, Sverige.
- Norrköpings Kvinnliga IK, idrottsförening i Norrköping, Sverige.

### Fotnoter
1. ↑  Erik Jonsson (24 februari 1929). ”1920–1929”. Svenska Bandyförbundet. Arkiverad från originalet den 16 februari 2015. https://web.archive.org/web/20150216045601/http://www.svenskbandy.se/BANDYFINALEN/HISTORIK/Svenskamastare/Herrar/1920-1929/. Läst 18 mars 2020.
2. ↑  ”Västerås Sportklubbs SM-finaler i bandy”. VSK Forum. http://www.vskforum.com/vsk.nu/SM-finallag.html. Läst 21 juli 2011.
3. ↑  ”1929 World Series” (på engelska). Baseball-Reference.com. http://www.baseball-reference.com/postseason/1929_WS.shtml. Läst 16 juli 2015.
4. ↑  ”England FA Challenge Cup 1928-1929” (på engelska). RSSSF. http://www.rsssf.com/tablese/engcup1929.html. Läst 19 augusti 2012.
5. ↑  ”England - International Results” (på engelska). RSSSF. http://www.rsssf.com/tablese/eng-intres.html. Läst 11 augusti 2011.
6. ↑  ”National team 1929” (på engelska). RSSSF Norway. http://www.rsssf.no/1929/National.html. Läst 22 mars 2020.
7. ↑  ”Denmark  - Overview of Official Internationals” (på engelska). RSSSF. http://www.rsssf.com/tablesd/den-intres.html. Läst 22 mars 2020.
8. ↑  ”South American Championship 1929” (på engelska). RSSSF. http://www.rsssf.com/tables/29safull.html. Läst 16 augusti 2011.
9. ↑  ”1920” (på portugisiska). Sylvesterloppet. Arkiverad från originalet den 1 mars 2014. https://web.archive.org/web/20140301033657/http://www.saosilvestre.com.br/1920. Läst 19 augusti 2012.
10. ↑  ”Boston Marathon”. Arkiverad från originalet den 27 april 2015. https://web.archive.org/web/20150427035419/http://www.baa.org/races/boston-marathon/boston-marathon-history/past-champions/past-mens-open-champions.aspx. Läst 9 april 2011.
11. ↑  ”Milestones of Finnish Ice Hockey” (på engelska). Finlands Ishockeyförbund. 20 januari 1929. Arkiverad från originalet den 2 mars 2019. https://web.archive.org/web/20190302024953/http://www.leijonat.fi/index.php/fanit/item/14189-milestones-of-finnish-ice-hockey. Läst 26 augusti 2011.
12. ↑  ”Championnats d'Europe 1929” (på franska). Hockey Archives. 3 februari 1929. https://www.hockeyarchives.info/Euro1929.htm. Läst 15 augusti 2011.
13. ↑  ”Championnat de Suède 1928/29” (på franska). Hockey Archives. 6 mars 1929. https://www.hockeyarchives.info/Suede1929.htm. Läst 15 augusti 2011.
14. ↑  ”Historiska segrare”. Vasaloppet. Arkiverad från originalet den 22 mars 2020. https://web.archive.org/web/20200322121012/https://www.vasaloppet.se/wp-content/uploads/sites/1/2019/09/historiska_segrare_vasaloppet_sve_2019-09-18.pdf. Läst 5 september 2011.
15. ↑  ”Davis Cup”. http://www.daviscup.com/en/results/tie/details.aspx?tieId=10003588. Läst 20 augusti 2011.
16. 1 2   Progression of official world records, s 824 ff IAAF World Athletics Championships Statistics handbook 2019 (läst 5 maj 2021)